# Los Priscos
Los Priscos fue un grupo de criminales al servicio del cartel de Medellín que tuvo participación en el conflicto armado en Colombia en la década de 1980 y comienzos de la década siguiente. Ha sido sindicado de participar en varios de los magnicidios perpetrados en Colombia. En su momento de apogeo la organización reclutó a más de 300 hombres para la ejecución de secuestros, atentados terroristas y asesinatos.
El grupo tomó su nombre de sus organizadores, cuatro hermanos de la familia Prisco: Armando Alberto, Eneas, José Rodolfo y David Ricardo y John Jairo Arias alias 'Pinina', este último aunque no era de los hermanos Prisco, formaba parte del combo sicarial y como líder debido al ser él el principal jefe de sicarios de más alto rango del Cártel de Medellín y también debido a la gran hermandad, relación y cercanía que tuvo con los hermanos Prisco. El quinto hermano, Conrado Antonio, no estaba dedicado a actividades delictivas, pues era un médico que ejercía su profesión. En Colombia, Prisco es un apellido poco común.
Los Priscos estuvieron implicados en todo asesinato y atentado importante que el jefe del Cartel de Medellín, Pablo Escobar, ordenó entre 1984 y 1990. Los hermanos fueron vinculados a los asesinatos del ministro de Justicia, Rodrigo Lara Bonilla, del director de El Espectador, Guillermo Cano Isaza; del magistrado Hernando Baquero Borda; del juez Primero Superior, Tulio Manuel Castro Gil; del procurador Carlos Mauro Hoyos, del gobernador de Antioquia, Antonio Roldán Betancur; del coronel Valdemar Franklin Quintero, el coronel Jaime Ramírez, el del jefe de la sección de tránsito de Medellín, Mauro Alfredo Benjumea, de los magistrados del Tribunal de esa misma ciudad, Álvaro Medina Ochoa y Gustavo Zuluaga Serna, y de un atentado contra el representante a la Cámara Alberto Villamizar, entre otros crímenes.
Esta agrupación delictiva fue desmantelada el 22 de enero de 1991, cuando David Ricardo Prisco, jefe de la organización, murió el mismo día que su hermano Armando, en dos operativos separados adelantados por la Policía Nacional de Colombia en Medellín y Rionegro respectivamente. Eran los dos hermanos delincuentes que quedaban con vida.

## Historia

### Inicios

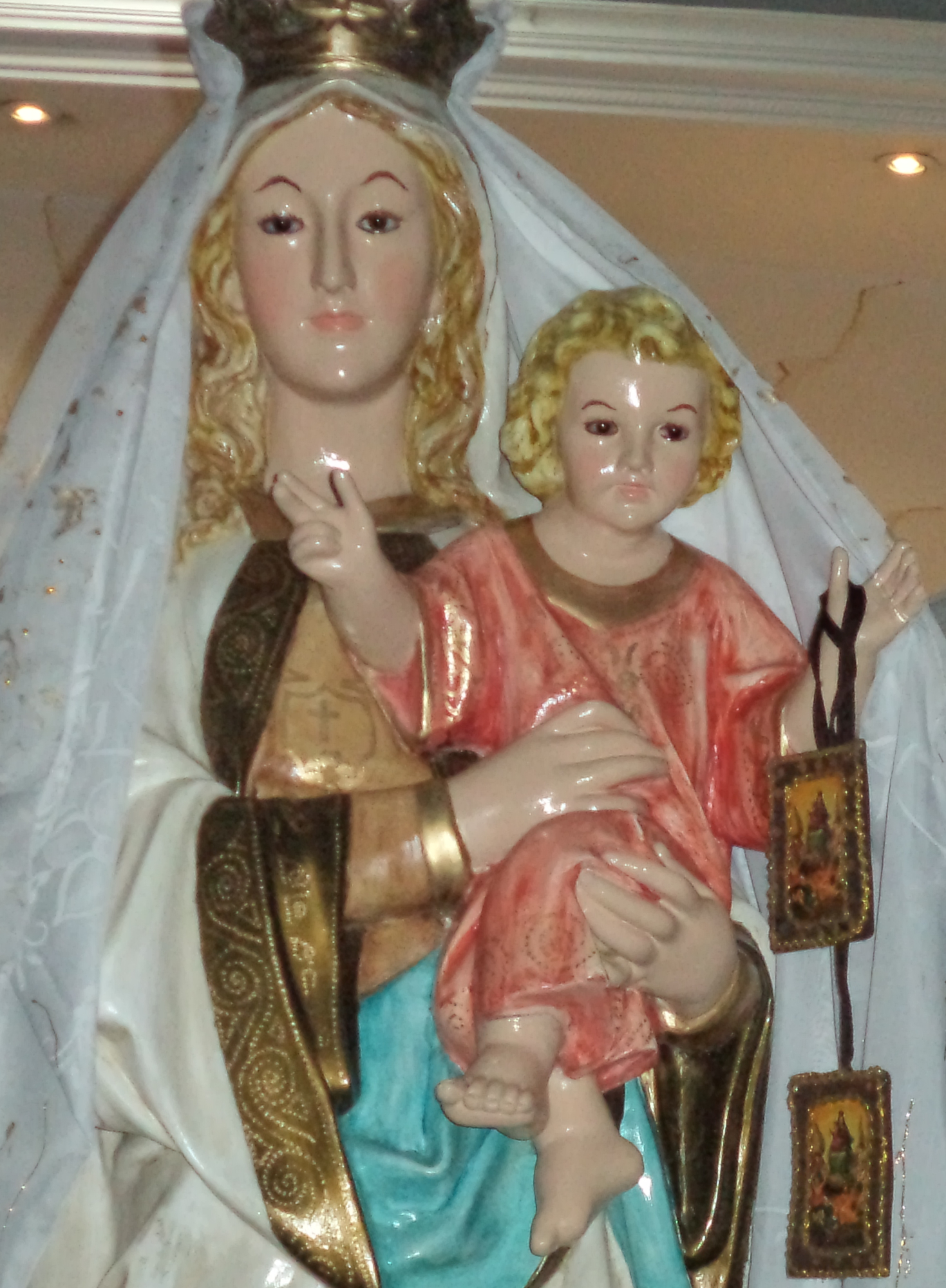
En Medellín en esa época, la advocación mariana era frecuente en nacotraficantes y asesinos, como se manifiesta en la novela La Virgen de los sicarios.

En 1980 Ricardo Prisco, alias Chino o Richard, fue capturado en Pereira por la Policía Nacional de Colombia y puesto a órdenes de un juez que lo procesó por hurto de vehículos. Tras recuperar su libertad, fue reclutado en el Cartel de Medellín por orden expresa de Pablo Escobar. Posteriormente, Prisco se ligó a Escobar y le brindó su incondicionalidad: «Con usted hasta la muerte», solía escribir en los mensajes que le dirigía.
Su hermano Armando Prisco fue capturado en junio de 1982 y puesto a disposición de un Juzgado de Medellín. Estuvo dos años preso en la cárcel de Bellavista de Medellín acusado de participar en un ataque contra un agente de la Policía, ocurrido en la comuna de Aranjuez (Medellín).
El 5 de febrero de 1983, nuevamente Ricardo fue capturado por las autoridades, esta vez por el delito de homicidio. Tras ser puesto en libertad, fue detenido de nuevo el 11 de agosto de 1984, pero fue dejado en libertad poco tiempo después.
Ricardo Prisco gozaba de popularidad entre algunos vecinos de Aranjuez. La simpatía se debía en parte a que asaltaba almacenes y vendía los productos a menor precio a los habitantes de su barrio, también porque tenía una cuenta abierta en un supermercado de Aranjuez para brindar suministros a familias pobres, y porque ayudaba económicamente a estudiantes de escasos recursos. Este barrio era la base de la banda y según el escritor Gilmer Mesa, “ellos eran los que resolvían los conflictos familiares y pagaban las fiestas”. Es decir, Los Priscos “eran la figura 'los bandidos' preponderante en el barrio y aunque no siempre se les viera la cara, su presencia era omnipresente”.
Con el dinero recibido por sus primeros crímenes, los hermanos ordenaron levantar una estatua de la virgen del Carmen en su casa del barrio Aranjuez. Algunos conocidos aseguraron que antes de cometer un crimen, los Prisco se encomendaban a la Virgen y le encendían cirios.

### 1984 - 1987
Los Priscos comenzó a surgir como organización tras el asesinato de Rodrigo Lara Bonilla, ministro de Justicia, en abril de 1984. El 23 de julio del año siguiente, Los Priscos asesinaron en Bogotá al juez Tulio Manuel Castro Gil, quien había dictado auto de detención contra el jefe del Cartel de Medellín, Pablo Escobar, por la muerte del ministro Lara. Pero solo fue en noviembre de 1986 que por primera vez, los medios de comunicación revelaron la existencia de Los priscos, a raíz de las investigaciones sobre el asesinato del magistrado Hernando Baquero Borda. La organización del crimen había partido de Medellín, los sicarios habían salido de esa ciudad y la operación había sido comandada por David Ricardo Prisco. En medio de la escalada de violencia del grupo, ese mismo año fue asesinado Eneas Prisco, alias "El Negro", en la comuna Manrique (Medellín). 
Baquero había sobrevivido a la toma del Palacio de Justicia por parte del grupo guerrillero M-19 el 6 de noviembre de 1985. Sin embargo, ocho meses después de estos hechos, el 31 de julio de 1986, Baquero Borda fue asesinado en respuesta a su intención de mantener el tratado de extradición en la Corte Suprema de Justicia de Colombia.
Cuando Baquero se dirigía en automóvil a la Corte Suprema, varios sicarios que lo esperaban en la intersección de la calle 127 con transversal 55, lo atacaron con disparos de ametralladora y pistola. El magistrado, quien iba sentado al lado de su esposa en la parte trasera del vehículo, logró salir por la puerta izquierda, pero según algunos testigos fue rematado en el suelo. En el hecho murieron otras dos personas, un transeúnte de 17 años y un escolta, mientras que la esposa del magistrado recibió varios impactos en el hombro derecho y en una mano. También quedaron heridos un policía y el chofer del magistrado.

#### Asesinato de Guillermo Cano Isaza

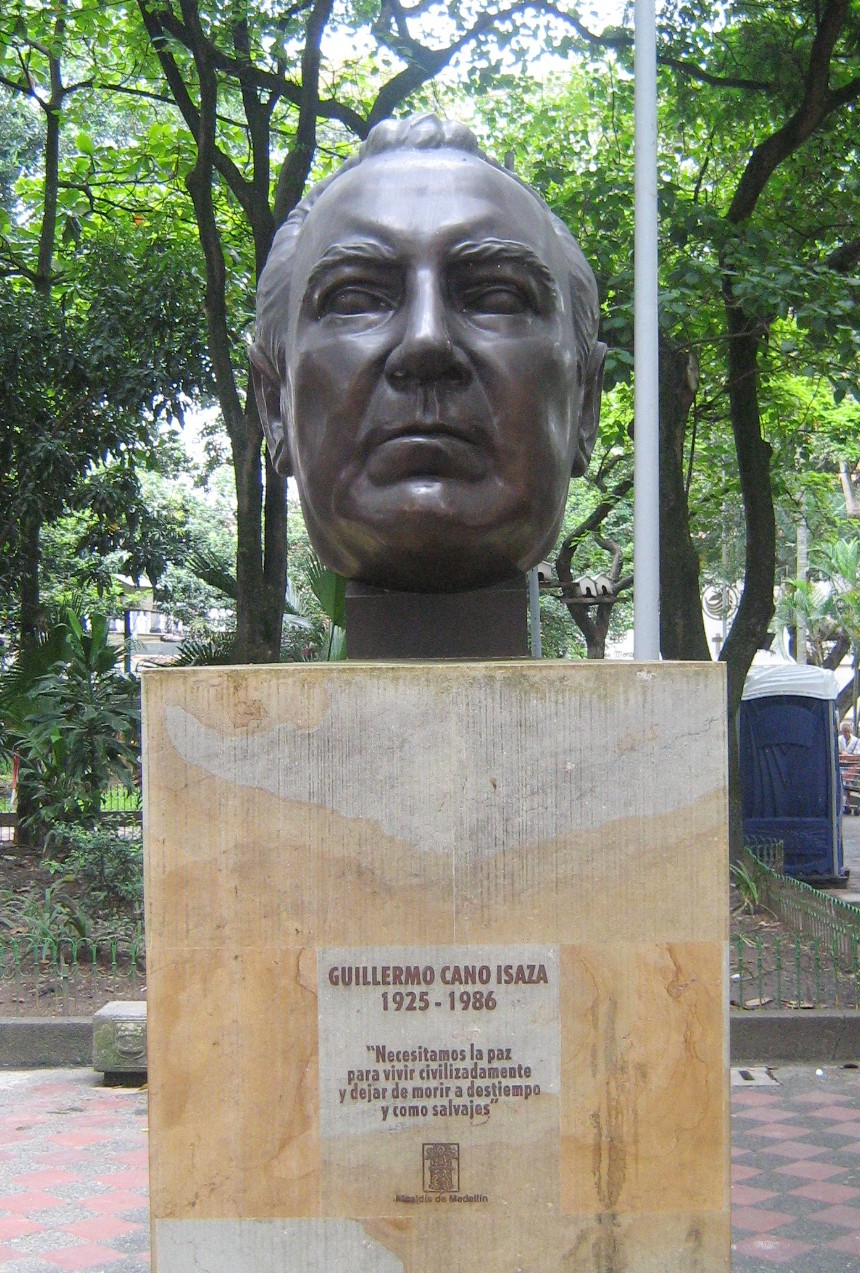
Busto de Guillermo Cano Isaza en Medellín.

Según investigaciones hechas por el Departamento Administrativo de Seguridad (D.A.S), que en esa época era el principal centro de inteligencia estatal de Colombia, los autores materiales del asesinato del director del periódico El Espectador Guillermo Cano Isaza fueron Los Priscos. Los hechos tuvieron lugar en Bogotá el 17 de diciembre de 1986.
En diciembre de 1987, días antes del primer aniversario del asesinato de Cano, el juez a cargo procesó a Pablo Enrique Zamora, alias El Rolo, María Ofelia Saldarriaga y a otros miembros de Los Priscos.
Entre marzo y agosto de 1988, la jueza Consuelo Sánchez Durán, reconstruyó el caso contra los asesinos de Cano. Al señalar a Los Priscos como al grupo más importante de ejecutores, concluyó que también eran responsables del asesinato en 1984 del ministro de Justicia, Rodrigo Lara Bonilla, y de la muerte en 1986 del director de la Policía Antinarcóticos, Jaime Ramírez. Ello no impidió que el 29 de marzo de 1989, Los Priscos asesinaron en Bogotá al abogado y periodista Héctor Giraldo Gálvez, apoderado de la parte civil en la investigación por el asesinato de Cano.

#### Guerra intestina

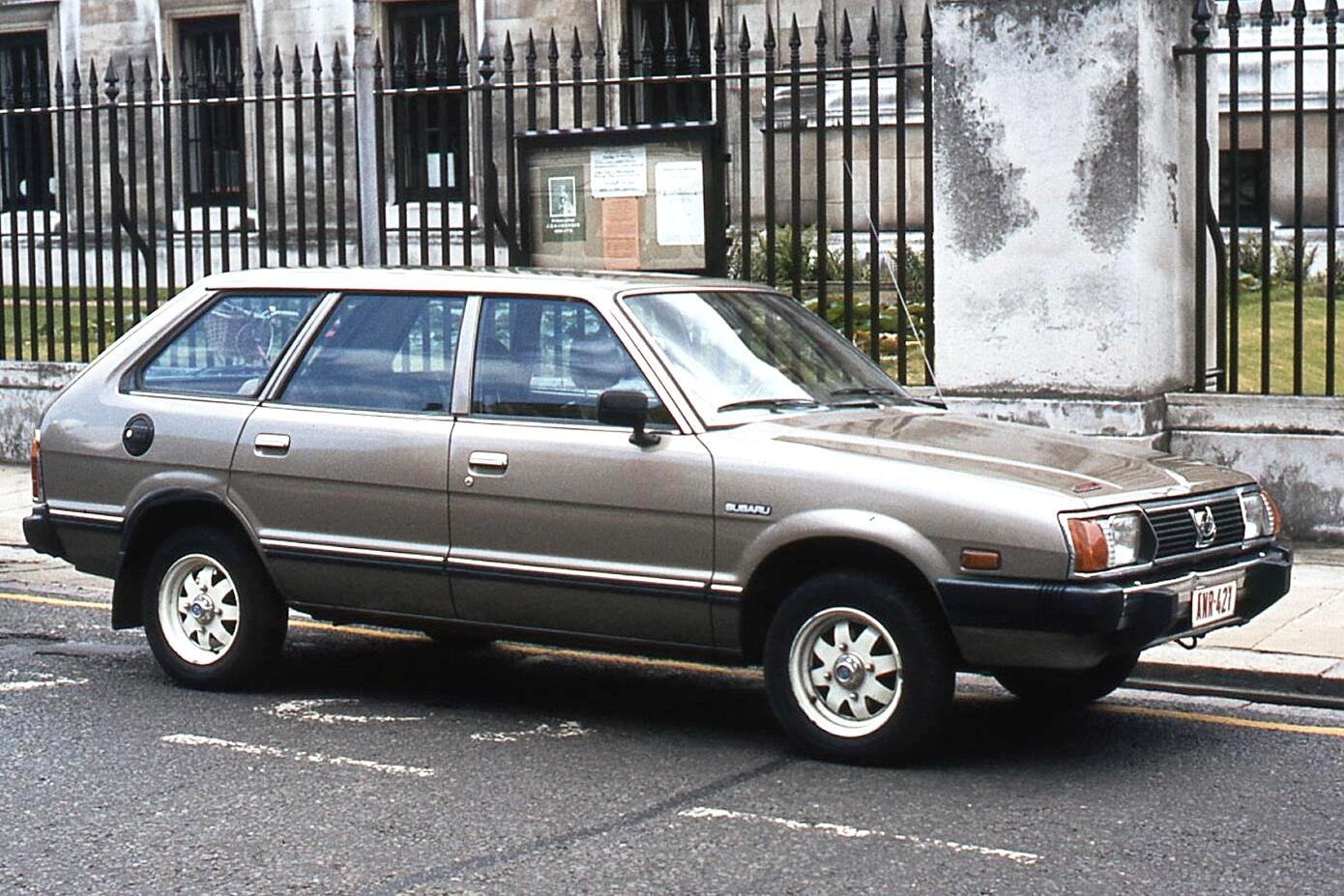
Camioneta Subaru similar a la conducida por Cano en el momento de su muerte.

En los 6 meses posteriores al asesinato de Guillermo Cano, Los Priscos realizaron una serie de "ajustes de cuentas" al interior de la organización, lo que condujo a la ejecución de varios de sus miembros. Fue asesinado el principal sospechoso de haber disparado contra Cano, y otros integrantes del grupo criminal. La guerra intestina se desató a comienzos de 1987 en Medellín, sus alrededores y en el Valle del Cauca.
El fracaso de un plan inicial para asesinar a Cano al mediodía, obligó a que en el atentado final perpetrado en la noche, actuara otro pistolero a bordo de otra moto. Luis Eduardo Osorio, alias "La Guagua", quien había sido elegido inicialmente para asesinar a Cano, dejó la misión a cargo de Álvaro García, alias "El Zarco". Así, a las diecinueve y quince horas, cuando la camioneta Subaru de Guillermo Cano hacía un giro frente a la sede del periódico El Espectador para dirigirse hacia el norte de la ciudad, apareció García a bordo de la parrilla de una motocicleta, con el rostro escondido tras una bufanda. Rápidamente, el criminal descendió de su vehículo y descargó una ráfaga de metralleta sobre Cano. Luego García subió nuevamente a la parrilla y huyó junto al conductor de motocicleta en dirección al norte de la ciudad por la avenida Carrera 68.
Días antes del asesinato de Cano, estuvieron rondando cerca de la sede de El Espectador, dos hombres con mochilas en las que presumiblemente llevaban armas. Uno de ellos era Castor Emilio Montoya, alias "Quimilio", quien también había tenido participación en la muerte del magistrado Hernando Baquero Borda y que actuaba como intermediario entre los sicarios y los hermanos Prisco. El otro era Edison Harvey Gil, alias "Moquis", quien condujo la motocicleta que transportaba a "La Guagua" en el atentado fallido.
En el momento del atentado, García cometió un error que condujo a los investigadores a identificarlo como autor material del crimen: tras disparar la metralleta y cuando volvía a la motocicleta, la bufanda se le cayó, por lo que varios testigos lograron verle el rostro. Como consecuencia, el retrato robot que de él realizaron las autoridades, fue reconocido por consenso por quienes presenciaron el crimen.
Los autores de la muerte de Cano regresaron a Medellín, y pocos días después comenzaron a manifestarse discrepancias entre García y Osorio con los hermanos Prisco. La disputa surgió por el supuesto incumplimiento en el pago total de la suma de dinero acordada: cerca de tres y medio millones de pesos colombianos de la época para cada uno de los sicarios. Parte de la pelea se debió a la pretensión de Osorio de cobrar como si hubiera sido él quien cometió el asesinato. Los hermanos Prisco consideraron que no debían pagarle lo pactado porque quien había disparado era García.
El enfrentamiento produjo diversos atentados contra la vida de Osorio, quien logró defenderse en varias ocasiones, incluso asesinando a integrantes de la banda de sus antiguos jefes que le habían atacado. El último atentado al que logró sobrevivir fue en la cárcel de mujeres de Medellín, a donde había ido a visitar a su esposa que se encontraba detenida. Posteriormente para celebrar la liberación de su esposa, Osorio se fue a un lujoso hotel de San Jerónimo (Antioquia), donde posteriormente un grupo de veinte hombre de Los Priscos atacaron a "La Guagua", quien intentó escapar saltado una barrera. Finalmente fue alcanzado y murió a causa de los cuarenta disparos que recibió.
Diez días después, el 18 de febrero de 1987, García recibió una llamada de alguien que decía haberse separado también de "Los Priscos", y que le proponía un negocio. García viajó a Cali para atender el supuesto negocio, pero las investigaciones indican que le fue tendida una trampa, y de él no se volvió a tener noticias hasta cuando esa misma semana encontraron su cadáver en Palmira (Valle).
Como consecuencia de esta guerra de pistoleros, también fue asesinado Gil al igual que el conductor de la moto de "El Zarco".
En la investigación posterior, los detectives encontraron una cuenta bancaria a nombre de María Ofelia Saldarriaga, madre de El Zarco, abierta con tres millones de pesos colombianos y un cheque que ella había girado a nombre de Osorio. Estos documentos y las indagatorias permitieron a los investigadores enlazar las pistas dejadas por los autores de la muerte de Cano y llegar a la conclusión que los organizadores del crimen fueron Los Priscos.

#### Muerte de José Rodolfo Prisco
José Rodolfo Prisco murió a los 32 años de edad en un enfrentamiento armado contra miembros del Departamento Administrativo de Seguridad (DAS) en Bogotá en julio de 1987. De esta manera, las autoridades frustraron dos atentados que Los Priscos planificaban en Bogotá. Uno iba dirigido presuntamente contra el juez que investigaba el asesinato de Guillermo Cano Isaza, y el otro contra una persona cuya identidad no fue revelada por las autoridades.
Junto a Prisco cayeron tres de sus cómplices. Los delincuentes habían llegado a la ciudad a las diecisiete y treinta horas de ese mismo día, y se habían hospedado bajo identificaciones falsas en el Hotel Plaza en el norte de la ciudad. Los asesinos habían elaborado un plano con el lugar donde debían atentar contra un ganadero cuyas actividades eran investigadas por las autoridades.
Los criminales cayeron a las veintidós y treinta horas aproximadamente, en la calle 127 frente al lugar donde en 1984 había sido baleado el ministro Rodrigo Lara Bonilla. Los cuatro delincuentes viajaban a bordo de un Vehículo Mazda alquilado cuando fueron requeridos por las autoridades para verificar sus identificaciones. En ese momento los criminales dispararon armas de fuego contra los oficiales y perecieron cuando estos repelieron el ataque.
El camión en que eran transportados los cadáveres al Instituto Nacional de Medicina Legal, fue interceptado en dos ocasiones por un vehículo todoterreno que aparentemente pretendía recuperar los cuerpos.
En su momento la Policía estimó que la muerte de José Rodolfo Prisco constituía un golpe fatal para la organización, ya que éste era considerado la eminencia gris de Los Priscos. "Era el que planeaba los golpes, el que decía qué armas llevar, cómo hacer los seguimientos de las víctimas, por dónde huir". Por su parte, el D.A.S calculó que Los Priscos contaban entre 60 y 100 integrantes.

### 1988 - 1991

#### Asesinato de Carlos Mauro Hoyos
Carlos Mauro Hoyos, procurador general de la Nación fue asesinado por el cartel de Medellín el 25 de enero de 1988. Sobre este caso hay relativamente poca información. Sin embargo, Los Priscos fueron vinculados a este crimen por las autoridades.

#### Caso Roldán Betancur
Este crimen ocurrido el 4 de julio de 1989, cuando un carro bomba explotó en el momento en que el vehículo del gobernador de Antioquia, Antonio Roldán Betancur, circulaba por una de las principales vías de Medellín. Según informes de tres declarantes el magnicidio se cometió por una equivocación de los sicarios encargados de eliminar al director de la Policía de Antioquia, Valdemar Franklin Quintero, quien era en realidad el objetivo del atentado y quien cayó asesinado semanas después.
Los asesinos prepararon un carro bomba en la avenida Pichincha en un lugar adyacente al estadio Atanasio Girardot. A esa misma hora Roldán salió de su casa rumbo a su oficina un Mercedes-Benz escoltado por una camioneta y dos motos de la Policía. Casualmente, la caravana de Quintero era idéntica. El director de la Policía optó por una ruta diferente a las que había empleado en días pasados. Cuando los asesinos vieron el convoy e hicieron explotar el artefacto pensando que se trataba de Quintero.
El atentado costó la vida del gobernador. Sin embargo el cartel de Medellín negó en varias oportunidades ser el responsable de la muerte de Roldán, considerando que la organización nunca ordenó ese crimen. Fuera de la información entregada por testigos, no existen pruebas que demuestren que el cartel ordenó el crimen, incluso si fue por error. Sin embargo, Los Priscos fueron vinculados a este crimen por las autoridades.

#### Atentado frustrado contra Luis Carlos Galán
En 1989, tras varias reuniones secretas entre Pablo Escobar y Gonzalo Rodríguez Gacha "El Mexicano" el Cartel de Medellín decidió y planeó el asesinato del líder político Luis Carlos Galán.
En ese periodo, Escobar se encontraba escondido en una finca en el Magdalena Medio, cerca a Puerto Boyacá. Una vez tomada la decisión de asesinar a Galán, Escobar ordenó a Jhon Jairo Velásquez, alias "Popeye" ubicara a Ricardo Prisco y lo llevara a la finca. En el escondite Escobar le entregó a Prisco una cédula de ciudadanía con el nombre de Pacho Herrera, un enemigo miembro del Cartel de Cali, para que a su nombre comprara un vehículo que se utilizarían en el atentado para asesinar a Galán. Con ello, Escobar buscaba implicar a la gente del Cartel de Cali para tratar de enfrentarlos con las autoridades.
Días después, el 5 de agosto de ese año, Los Priscos procedieron a colocar un Cohete en un lote baldío apuntando a la Universidad de Medellín donde sabían que iría Galán a dictar una conferencia custodiado del coronel Quintero. Sin embargo, una vecina alerto a las autoridades sobre la presencia de gente extraña y todos los atacantes alcanzaron a huir, excepto uno que al ver acercarse a los policías, simuló estar orinando. Cuando los policías le preguntaron si era miembro de la banda, el hombre afirmó que él era un indigente, y que había visto a unos hombres tirar unas armas antes de escaparse corriendo. La Policía lo retuvo algunos minutos y luego le dejaron irse.
Tiempo después, ese mismo hombre entró en un ducto de aguas residuales e instaló una bomba en el Comando Central de la Policía de Antioquia.
El intento fallido de asesinar a Galán, hizo que Rodríguez Gacha organizara un nuevo atentado, que finalmente cobro la vida del líder político el 18 de agosto siguiente en Soacha.

#### Golpe final a Los Priscos
Los Priscos asumieron una posición mayor relevancia dentro del cartel de Medellín en 1990 tras la muerte de John Jairo Arias (Pinina), Gustavo Gaviria y Luis Fernando Gaviria (Abraham), primo de Pablo Escobar.
A finales de 1990 Armando Prisco se enfrentó a una patrulla de la Dirección de Investigación Criminal e Interpol (Dijin) y el último tiro se lo propinó en su propia cabeza. Los atacantes abandonaron el lugar y los medios de comunicación difundieron la noticia de su muerte. Sin embargo Conrado Antonio el médico hermano de Prisco, lo llevó una clínica, y logró salvarle la vida.
Entonces uno de los hombres de Armando Prisco, convencido la muerte de su jefe, se gastó varios millones de pesos colombianos que le tenía guardados. Tras la inesperada recuperación de Armando, y como debía responder por el gasto del dinero, prefirió colaborar con las autoridades informando a la policía que Prisco se recuperaba en una finca de Llano Grande. Luego entregó la ubicación de Ricardo en el barrio Conquistadores. Una vez localizados los sitios frecuentados por los hermanos, los generales Miguel Maza Márquez y Octavio Vargas Silva dieron la orden a la Fuerza Elite de alistar a 250 de sus hombres.
Cerca de un centenar de agentes acordonó la carrera 64D con calle 39, barrio Conquistadores de Medellín (a dos cuadras del lugar donde había caído meses antes Gustavo Gaviria, jefe del cartel de Medellín), y tomó por asalto la lujosa casa del número 39-22.
A la medianoche del 22 de enero de 1991 las autoridades iniciaron el asalto y desde el interior de la casa hubo respuesta armada y un frustrado intento de fuga. Para entrar en el edificio, los expertos se vieron obligados a dinamitar las cerraduras de la puerta. A sus 33 años de edad, David Ricardo recibió diez impactos de bala por parte de la Policía, y resultó muerto en enfrentamiento. Según las autoridades, en ese momento David Ricardo era considerado como el noveno hombre en importancia dentro de la estructura del Cartel de Medellín. De acuerdo con un comunicado de Los Extraditables, David Ricardo fue asesinado delante de sus hijos y de su esposa embarazada.
Por su parte, Vidal de Jesús Osorio Valencia, quien trató de cubrir la fuga de David Ricardo, recibió nueve impactos de ametralladora.
El mismo día, en la vereda Cabecera, de la inspección de Llano Grande (donde había sido capturado Carlos Lehder) las autoridades llegaron a una finca donde de inmediato se produjo un enfrentamiento armado en el que murió Armando Prisco quien se encontraba paralítico según un posterior comunicado de Los Extraditables. En su contra tenía dos órdenes de captura: de la Sala Penal del Tribunal de Medellín por hurto y del director de la Cárcel de Bellavista de Medellín, por fuga de presos.
Con la muerte de los hermanos, Los Priscos fue desmantelado de facto, si bien algunas de las acciones iniciadas por el grupo les sobrevivieron por algunos días. En el momento de su muerte, Los Priscos eran buscados por haber ordenado el asesinato de 50 agentes de la policía durante varios atentados, y por otros nueve asesinatos.

#### Caso Turbay
La periodista Diana Turbay, hija del expresidente Julio César Turbay, acudió el 30 de agosto de 1990 a una entrevista con Manuel Pérez Martínez (El Cura Pérez), del Ejército de Liberación Nacional (ELN). Se trataba en realidad de una trampa de Pablo Escobar en la que un hombre que pertenecía a Los Priscos se hizo pasar por vocero del ELN. Así, Diana Turbay se convirtió en la primera de un grupo de personalidades secuestradas para intentar bloquear la ley extradición.
El 25 de enero de 1991, una operación perpetrada en Copacabana (Antioquia) que inicialmente buscaba capturar a Pablo Escobar, accidentalmente terminó con la muerte de Turbay y cuatro de sus secuestradores entre los que encontraba Humberto Prisco, un pariente cercano de los hermanos Prisco, y quien estaba encargado de la seguridad y el traslado Turbay. También murió Diego Mauricio Lopera, otro familiar, así como José Domingo Correa a quien el D.A.S señaló como miembro de Los Priscos.
Por su parte, la Policía reveló que Humberto Prisco, cuyo cadáver fue hallado en un paraje boscoso, fue ejecutado por los narcotraficantes como represalia por lo ocurrido.
Según los investigadores, la casa donde se desarrolló el operativo pertenecía a David Ricardo Prisco, pero aparecía registrado a nombre de un testaferro.
Estos hechos ocurrieron menos de una semana después de la muerte de David Ricardo y Armando Prisco y Vidal de Jesús Osorio Valencia, un primo suyo. La periodista Azucena Lievano secuestrada junto a Turbay, y que había sido liberada con anterioridad, reconoció a David Ricardo como el hombre que se hacía llamar "Don Pacho", jefe del operativo y de quien prácticamente dependía su suerte durante el cautiverio.

#### Represalias por la muerte de los hermanos Prisco
En represalia por la muerte de David Ricardo y Armando Prisco, Los Extraditables planearon asesinar a un grupo de rehenes que tenían en su poder desde meses atrás. Según el plan matarían primero a Marina Montoya y luego uno cada tres días. Finalmente solamente asesinaron a Montoya, mientras que Diana Turbay resultó muerta durante un operativo policial, y el resto de los rehenes fueron rescatados o liberados antes de finales del mes de mayo siguiente.
Marina Montoya era hermana de Germán Montoya Vélez, secretario de la Presidencia de la República durante el gobierno de Virgilio Barco. La mujer de 64 años de edad fue secuestrada por Los Extraditables el 19 de septiembre de 1990 en horas de la tarde. El 24 de enero de 1991 se practicó el levantamiento del cadáver de Montoya, tras ser encontrado en un terreno baldío de la calle 193 entre carreras 39 y 40 de Bogotá. La muerte fue producida por seis lesiones de arma de fuego en la cabeza, todas con orificio de salida. Como el cadáver estaba indocumentado, se ordenó su identificación dactilar.
Montoya fue sepultada como NN después de permanecer una semana en el Instituto de Medicina Legal. Días después, sus restos fueron exhumados y se logró identificar el cuerpo. Durante los 120 días de su cautiverio los captores no enviaron ninguna prueba de supervivencia ni hicieron exigencia alguna a la familia de Montoya.
Por otra parte, Escobar ordenó que ejecutaran al informante que además de delatar a los hermanos Prisco, había llevado a las autoridades adonde Jorge Vásquez, el hombre encargado de guardar a Diana Turbay y sus compañeros. Por petición de la Policía, el informante llamó al hombre de relevo en el mando de Los Priscos para invitarlo a una reunión donde intentarían capturarlo. El delator llegó a la cita y Los Priscos, unos quince en total, lo asesinaron a bala. Rápidamente aparecieron vehículos con policías de civil, pero delincuentes lograron escapar.

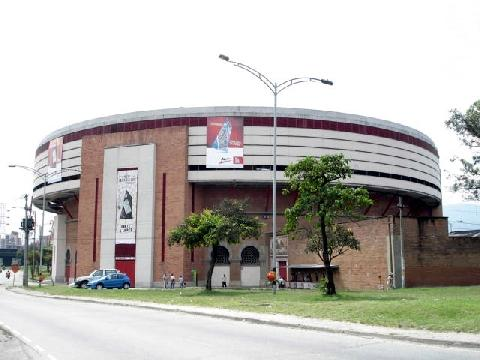
Plaza de toros La Macarena.

Sin embargo la represalia más fortifera llegó el 16 de febrero de 1991, minutos después de las dieciocho horas, cuando finalizó una corrida de toros en la Plaza de toros La Macarena. Un hombre enviado por Pablo Escobar hizo detonar un carro bomba estacionado a unos metros de la plaza, con el objetivo de volar a un grupo de la Policía para vengar la muerte de los hermanos Prisco. El primer parte oficial daba cuenta de la tragedia: 17 muertos y más de 60 heridos. Sin embargo, con el pasar de los días la cifra de víctimas mortales subió hasta 27 (17 civiles y diez miembros de la Policía).

#### El Doctor Prisco
El médico Conrado Antonio Prisco Lopera, quinto hermano de la familia Prisco, fue secuestrado el 16 de febrero de 1991 y su cuerpo sin vida fue hallado cinco días después en una vereda de Cocorná.
En su libro “Operación Pablo Escobar”, el periodista Germán Castro Caycedo revela una conversación en la que Pablo Escobar le pide un favor a un Senador de la República: “Necesito que me haga nombrar a un muchacho médico como subdirector de uno de los hospitales de Medellín. Usted recuerde que la campaña para el Senado la hizo con mi plata. Démele inmediatamente trabajo a ese muchacho”. El Senador le responde: “Sí señor, cómo no, cómo no. Tranquilo que será nombrado inmediatamente. Eso está hecho, no se preocupe”.
El médico en cuestión era Conrado Antonio Prisco, quien al momento de su muerte a los 35 años de edad, trabajaba en el Instituto Metropolitano de Salud y dos semanas antes de su asesinato, en fecha cercana a la de la muerte de sus hermanos David y Armando, había sido promovido en el Hospital San Vicente de Paúl. Esa promoción se debió a la solicitud que le hizo Escobar al Senador de la República.
El médico, egresado de la Facultad de Medicina de la Universidad de Antioquia, fue acusado poco antes de su muerte por los organismos de seguridad del Estado de pertenecer a Los Priscos. Por su parte, el comandante de la Policía Metropolitana, Jorge Ernesto Ferrero, aseguró que Prisco no figuraba en los archivos de la Policía como integrante de la banda de Los Priscos ni era requerido por ningún despacho judicial.
Varios de sus allegados desmintieron que su Conrado Prisco tuviera algo que ver con los delitos de sus hermanos. Poco después, desconocidos asesinaron a un primo de Conrado Prisco.

## Modus operandi
Los Priscos operaban a través de contratistas como "Los Quesitos" o "Los Magníficos". Sus operaciones presentaban rasgos recurrentes como eran la intervención de varias personas, sicarios, uso de automotores y ataques en plena vía pública. También acostumbraban realizar una preparación detalla del escenario, dar recompensas de elevadas cantidades de dinero, anticipaban una compartición en el iter criminis para favorecer la impunidad, ejecutaban asesinatos con precisión, y buscaban garantizar de la fuga de los asesinos.
En todos los crímenes de utilizaron armas automáticas, en especial subfusiles, pistolas calibre 45 y granadas de fragmentación. Los vehículos empleados en los operativos fueron comprados legalmente o rentados. Se utilizaron generalmente automóviles de marca Mazda y motos Yamaha.
Para planificar los atentados en Bogotá, los principales integrantes del grupo generalmente se desplazaban en avión desde Medellín, y se alojaban en hoteles como el Dann, Cosmos, Bogotá Plaza y Continental, donde se registraban con documentos falsos. Los sicarios contratados por los hermanos Prisco se desplazaban por carretera y se alojaban en hoteles de menor categoría o en apartamentos alquilados.

## Miembros desvinculados
John Jairo Arias, alias Pinina, fue un delincuente destacado dentro de la organización del cartel de Medellín. Era un exintegrante de Los Priscos.
El paramilitar Henry de Jesús López Londoño, alias Mi Sangre, capturado en Argentina en 2012, había sido sicario de Los Priscos pero, por amenazas, en 1991 se pasó al bando de Los Pepes (‘Perseguidos por Pablo Escobar’), donde conoció a Vicente Castaño y estrechó relaciones con la "Casa Castaño".